# Paul-Louis Cyfflé
Paul-Louis Cyfflé fue un escultor francés, nacido el 6 de enero de 1724 en Brujas y fallecido el 24 de agosto de 1806 en Ixelles. Sus padres fueron Paul Cyfflé, orfebre, y Marie Depape.

## Datos biográficos
Tras realizar estudios en la Academia de Brujas, se trasladó a París en 1741 y posteriormente a la corte ducal de Lunéville en 1746. Entró como ayudante en los talleres de Barthélemy Guibal.
El 7 de enero de 1751, contrajo matrimonio con Catherine Marchal, hija del organero  de la parroquia Saint-Epvre de Nancy. En 1755, entró en conflicto con Guibal por saber quién se haría cargo de la  estatua de Luis XV que adornaría la plaza Stanislas de Nancy.
Tras el fallecimiento de Guibal, fue nombrado escultor ordinario del duque Stanislas. Son fruto de su trabajo las estatuas que adornan la fuente de la Plaza d'Alliance de Nancy.
En 1768, obtuvo de Luis XV el privilegio de abrir una fábrica de cerámicas de Faenza en Lunéville (en francés Faïencerie de Lunéville-Saint-Clément). Ante el declive de sus negocios, retornó a Bruselas en 1777.

## Obras
En el Museo Nacional del Castillo de Pau se conservan tres grupos escultóricos en cerámica biscuit. Uno de ellos muestra a Enrique IV con Luis XVI. Los otros dos representan la misma escena, el duque de Sully,  Maximilien de Béthune postrado ante Enrique IV de Francia. De estos dos, uno fue creado en 1769, poco antes de la visita a Lunéville de Cristián VII de Dinamarca, que lo recibió como regalo de manos del artista. Se diferencian por el zócalo, uno de ellos adornado con guirnaldas y el otro con la inscripción TERRE DE LORRAINE. En el cuadro Portrait de M. et Mme de Sallenave de Jean-Baptiste Butay (1760-1843), sobre la repisa de la chimenea se reproducen dos piezas de biscuit: una es la Diana de Etienne Maurice Falconet y la otra es el grupo de Enrique IV y Luis XVI.
Del grupo de Enrique IV con Luis XVI Cyfflé reprodujo en fundición de bronce el busto de Enrique IV de Francia. La pieza fue instalada sobre una columna, pedestal de bronce dorado y mármol negro veteado; con una altura total de 25 cm . Ésta pieza también se conserva en el Castillo de Pau.

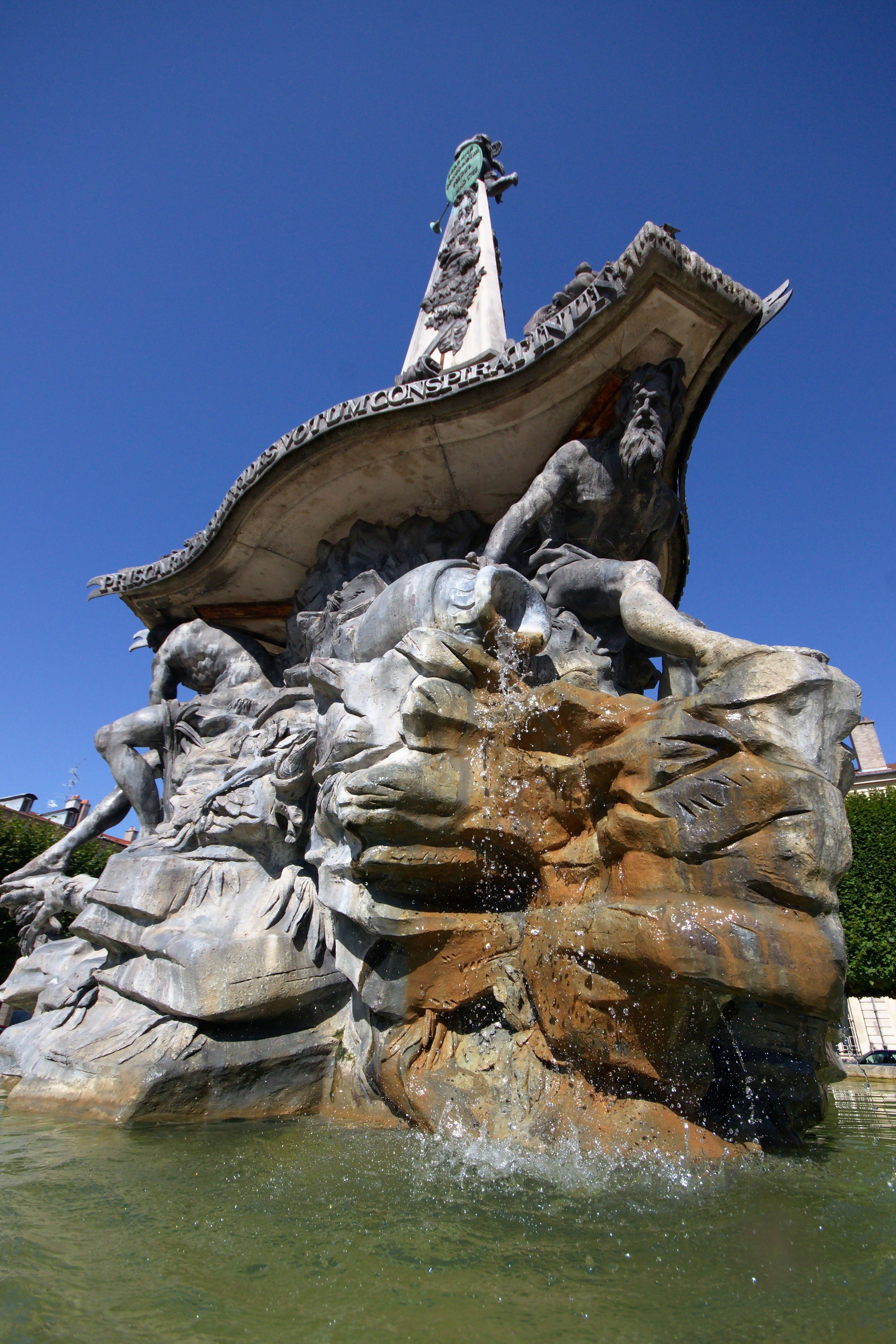
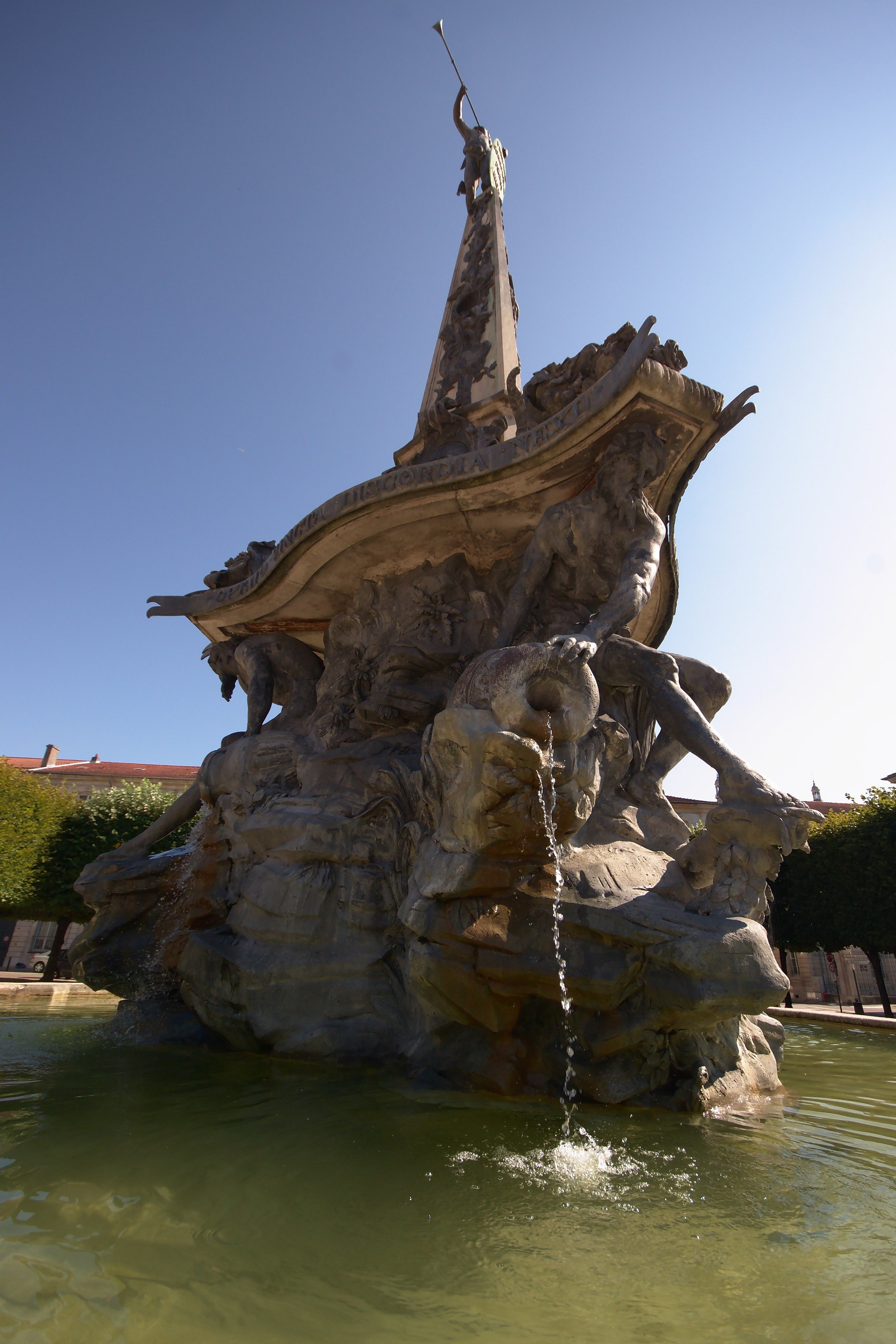
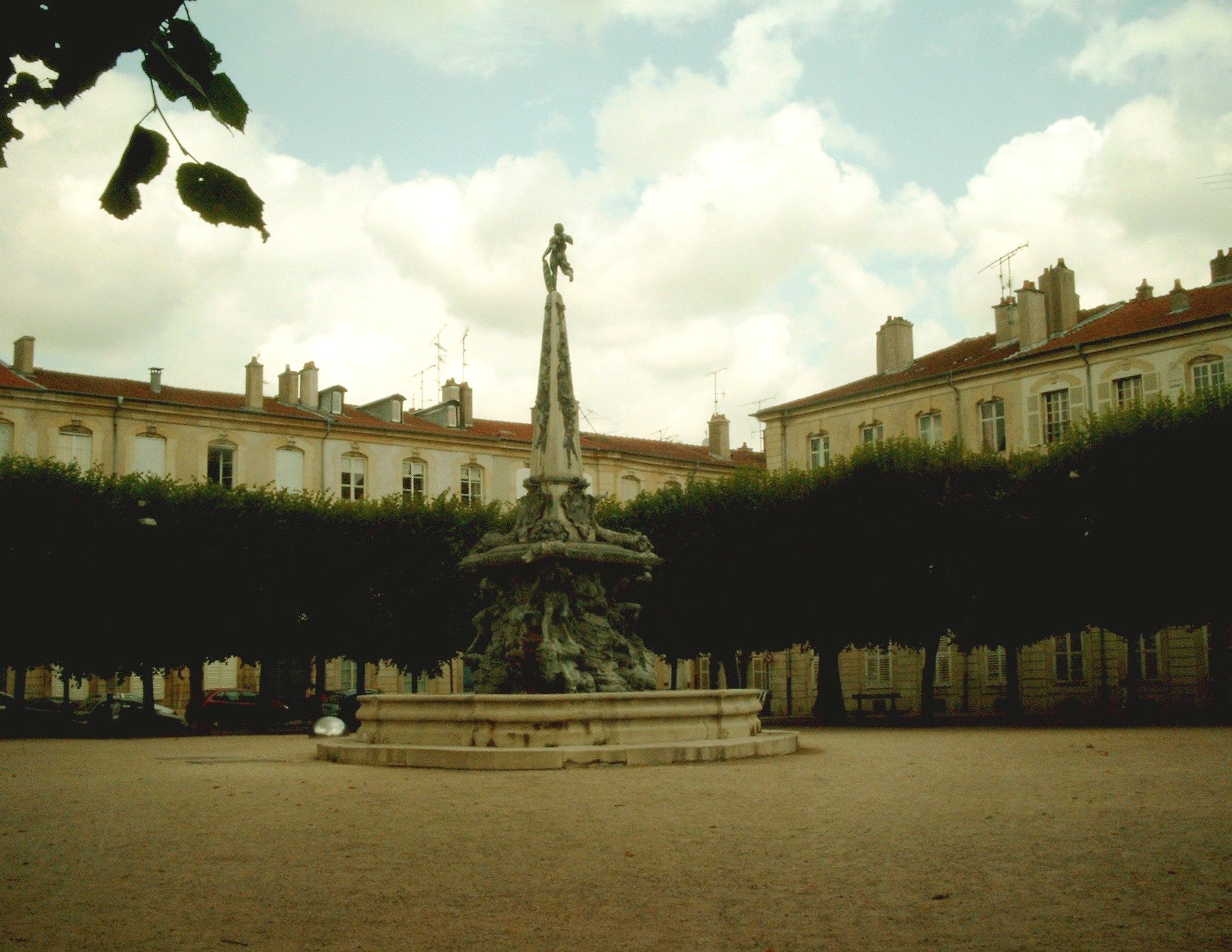